# Louise Szpindel
Louise Szpindel est une actrice française née le 2 janvier 1988.

## Filmographie

### Cinéma
- 2019 : Perdrix d'Erwan Le Duc
- 2016 : La vie cachée des Navajos de Lætitia Mikles (court-métrage)
- 2013 : Mes séances de lutte de Jacques Doillon
- 2013 : Les Lendemains de Bénédicte Pagnot
- 2013 ; Ceux qui restent debout de Jan Sitta (court-métrage)
- 2012 : Le Père Noël et le cowboy de Delphine Deloget (court-métrage)
- 2010 : Rebecca H. (Return to the Dogs) de Lodge Kerrigan
- 2006 : Dans les cordes de Magaly Richard-Serrano
- 2004 : Fausse teinte de Marie Guiraud (court-métrage)
- 2002 : Fleurs de sang d'Alain Tanner
- 2002:  Nuit de noces d'Olga Baillif (court-métrage)

### Télévision
- 2016 : Ne m'abandonne pas de Xavier Durringer
- 2015 : La Vie des bêtes d'Orso Miret
- 2014 : Alex Hugo, la mort et la belle vie de Pierre Isoard
- 2012 : En apparence de Benoît d'Aubert
- 2008 : Mafiosa, le clan (saison 2) d'Éric Rochant
- 2008 : Rien dans les poches de Marion Vernoux
- 2007 : Les Diablesses de Harry Cleven
- 2004 : Quelques jours entre nous de Virginie Sauveur
- 2003 : Des épaules solides d'Ursula Meier
- 2003 : Le Train de 16h19 de Philippe Triboit
- 2003 : La Bête du Gévaudan de Patrick Volson
- 2002 : Une maison dans la tempête de Christiane Lehérissey
- 2002 : La Source des Sarrazins de Denis Malleval
- 2002 : Avocats & associés, épisode La Clef sous la porte
- 2001 : Une femme d'honneur, épisode Perfide Albion

## Théâtre
- 2011: Feuilles(leaves) de Lucy Caldwell, mise en en scène de Mélanie Leray, Théâtre de Cornouaille à Quimper[1]